# Langesund
Langesund är en stad i Bamble kommun i Telemark fylke i södra Norge. Orten har cirka 5 500 fastboende invånare[källa behövs] och ingår i den sammanhängande tätorten Porsgrunn/Skien. Den ligger på en halvö mellan yttre delen av Oslofjorden och Skagerrak och har sedan länge ett starkt maritimt arv. Redan på 1500-talet blev staden en stapelstad och 1570 upprättades en tullstation. Ett decennium senare var Langesund Norges största utskeppningshamn för timmer. Tullstationen i Langesund fanns kvar till 1962. Orten har åter status som stad (norska: by) sedan 1997.
Numera är Langesund främst en sommarstad och turism är en viktig näring. Diverse kulturevenemang och festivaler avlöser varandra under sommarhalvåret. Ett flertal stora artister har uppträtt i Langesund, till exempel Bob Dylan, Elton John och Turbonegro. Det gamla posthuset Wrightegaarden är scen för många evenemang i Langesund. Wrightegaarden är även en restaurang.
Langesund har flest soltimmar per år i Norge.[källa behövs]

## Kommunikationer
- Europaväg 18, sydväst mot Arendal/Kristiansand och nordost mot Larvik/Oslo
- Fylkesväg 352/Fylkesväg 354 norrut mot Skien
- Färja till Hirtshals i Danmark (Fjord Line)

## Övrigt
- Matematikern Atle Selberg var född i Langesund.

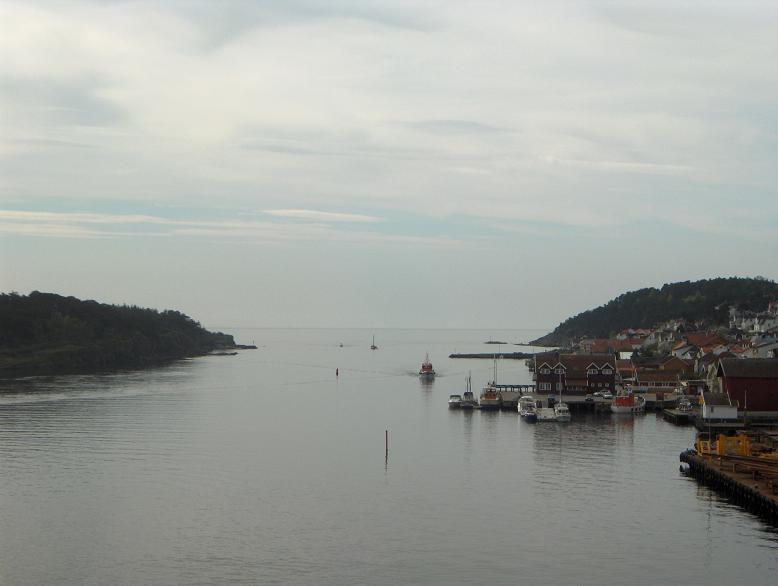
Langesund i Norge, Maj 2008.
Vy söderut mot Skagerrak.